# Lüttichau/Anbau
Lüttichau/Anbau ist ein Ortsteil der Gemeinde Thiendorf im Osten des Landkreises Meißen im Freistaat Sachsen. 

## Geographie

### Lage
Lüttichau/Anbau liegt sieben Kilometer südwestlich von Ortrand am Übergang der Großenhainer Pflege zu den Königsbrück-Ruhlander Heiden. Die Häusergruppe befindet sich in einem vom Schlenkertsgraben durchflossenen Wiesengrund am Nordhang des Kräuterberges (162 m); den südlichen Abschluss bildet der Mühlenteich am Zufluss des Krötenwassers in den Schlenkertsgraben. Lüttichau/Anbau wird von bewaldeten Kuppen umschlossen: dem Steinberg (160 m) im Südosten, dem Kräuterberg dem Horstberg (190 m) und dem Galgenberg (190 m) im Süden, dem Krötenberg (191 m) im Südwesten, dem Kleinen Rosenberg im Westen und dem Rosenberg (158 m) im Nordwesten. An der Straße nach Stölpchen liegt die Kiesgrube Stölpchen. Nach Osten hin erstreckt sich auf dem abgesiedelten Gebiet des ehemaligen Truppenübungsplatzes Königsbrück das Naturschutzgebiet "Königsbrücker Heide". 

### Nachbarorte
| Linz, Ponickau             | Böhla, Lüttichau                            | (Rohna) †, Zeisholz   |
| Liega                      | Kompassrose, die auf Nachbargemeinden zeigt | (Zochau) †            |
| Stölpchen, Kaltenbachmühle | Röhrsdorf, Sacka                            | (Krakau) †, (Sella) † |

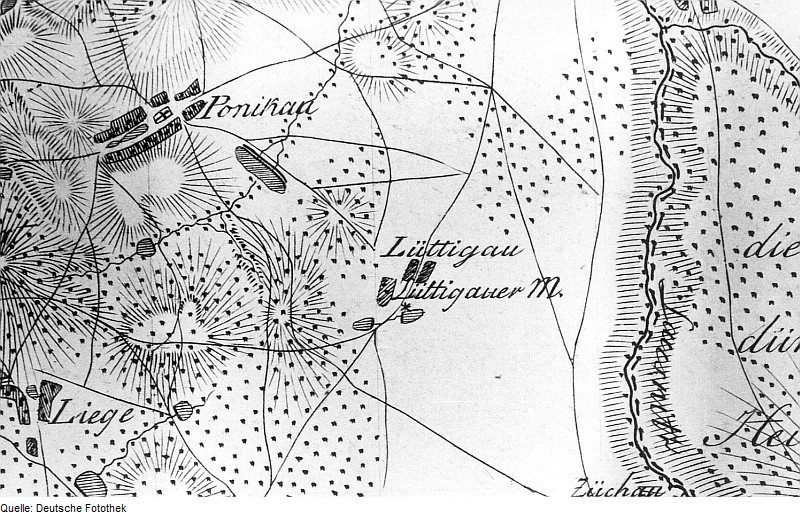
Lüttichau und die Lüttichauer Mühle

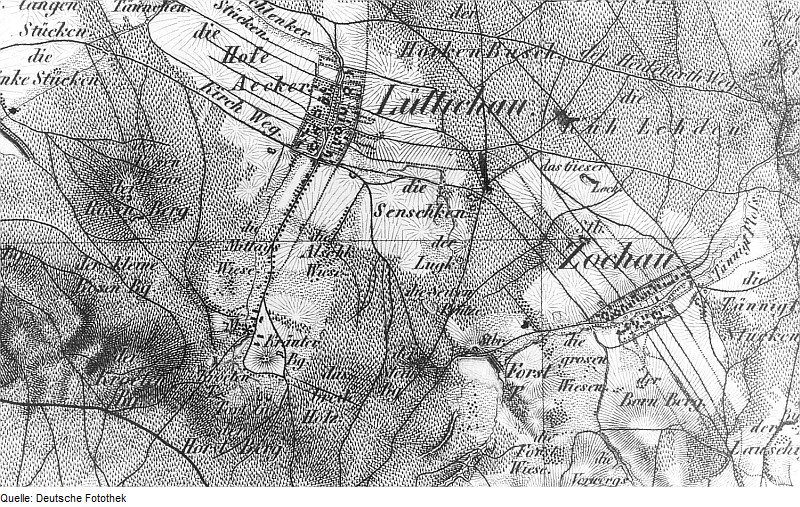
Der Anbau im Oberreit’schen Atlas

## Geschichte
Bis Beginn des 19. Jahrhunderts stand in dem Grund unterhalb des Dammes des Mühlenteiches lediglich die Lüttichauer Mühle.  Das Meilenblatt zeigt in der Krötentelle mit dem Krötenteich, von dem heute noch der Damm sichtbar ist, einen weiteren Teich. Im Horstbruch südlich des Kräuterberges wurde ein Torfstich betrieben.
Neben der Lüttichauer Mühle entstand in der ersten Hälfte des 19. Jahrhunderts der Anbau. Die Häusergruppe ist kartographisch erstmals im Oberreit’schen Atlas eingezeichnet. In den Folgejahren erhielt die Mühle den namen"Anbau-Mühe"Lüttichau/Anbau war wie Lüttichau dem Rittergut Röhrsdorf untertänig und nach Ponickau eingepfarrt. 
Mit der Neuordnung der sächsischen Verwaltungsstrukturen wurde Lüttichau/Anbau als Ortsteil von Lüttichau 1856 dem Gerichtsamt Königsbrück und 1875 der Amtshauptmannschaft Kamenz zugeordnet. 1938 wurden im Zuge der Erweiterung des Truppenübungsplatzes Königsbrück die umliegenden Heidedörfer aufgelöst und geräumt. Nach dem Ende des Zweiten Weltkrieges wurde der Truppenübungsplatz durch die sowjetische Besatzungsmacht in Beschlag genommen. 1950 wurde die Gemeinde Lüttichau dem Landkreis Großenhain zugeordnet. 1960 wurden Lüttichau/Anbau und Lüttichau nach Ponickau eingemeindet. Seit 1996 ist Lüttichau/Anbau ein Ortsteil der Gemeinde Thiendorf. Ab 1994 gehörte Lüttichau/Anbau zum  Landkreis Riesa-Großenhain, seit 2008 ist das Dorf Teil des Landkreises Meißen.
Im Zuge der Umwandlung des ehemaligen sowjetischen Truppenübungsplatzes in das Naturschutzgebiet "Königsbrücker Heide" wurde Lüttichau/Anbau in die Programmdorfförderung aufgenommen. Dadurch konnten einige Höfe saniert werden. Lüttichau/Anbau hat bis heute seinen ursprünglichen dörflichen Charakter bewahrt; auch künftig sind nur geringfügige Lückenbebauungen vorgesehen.